# Jerusalem gangers
I Jerusalem gangers (inglese per "pellegrini verso Gerusalemme") furono un gruppo di boeri Voortrekker che migrarono, intorno agli anni 1840. dal Sudafrica verso il Nord Africa.
Questi pensavano che potessero, attraversando l'Africa, raggiungere Gerusalemme in relativamente poco tempo. Credevano infatti che i britannici, che avevano preso potere a Città del Capo, fossero nientemeno che l'Anticristo, ed erano quindi determinati, sotto la guida di Johan Adam Enslin, loro predicatore, a raggiungere Israele in base alle mappe di Africa, Egitto e Israele disegnate sulle loro bibbie.
Raggiunsero il posto di quella che oggi è la città di Modimolle (provincia del Limpopo), conosciuta anche come Nylstroom, cioè "fiume Nilo". Tale appellativo deriva da De Nyl, nome da loro dato al fiume che ivi trovarono, pensando fosse appunto il Nilo, e che quindi, navigandolo, si potesse guadagnare il Nord Africa. Le sorgenti e il luogo attorno furono battezzate (e tuttora portano il nome di) De Nyl Zyn Oog, cioè "occhio del Nilo". Il Nyl River è oggi chiamato Mogalakwena, uno dei più importanti fiumi del Waterberg (Sudafrica).
Un'ulteriore conferma del loro trovarsi in Egitto fu l'assimilare i locali monti Kranskop alle piramidi egizie, come ricorda il nome del casello autostradale dell'highway N1 lì vicino.
Lontani da casa e lontanissimi da Israele, decisero di sistemarsi in questa vallata.